# Pura (temple)
Pour les articles homonymes, voir Pura.

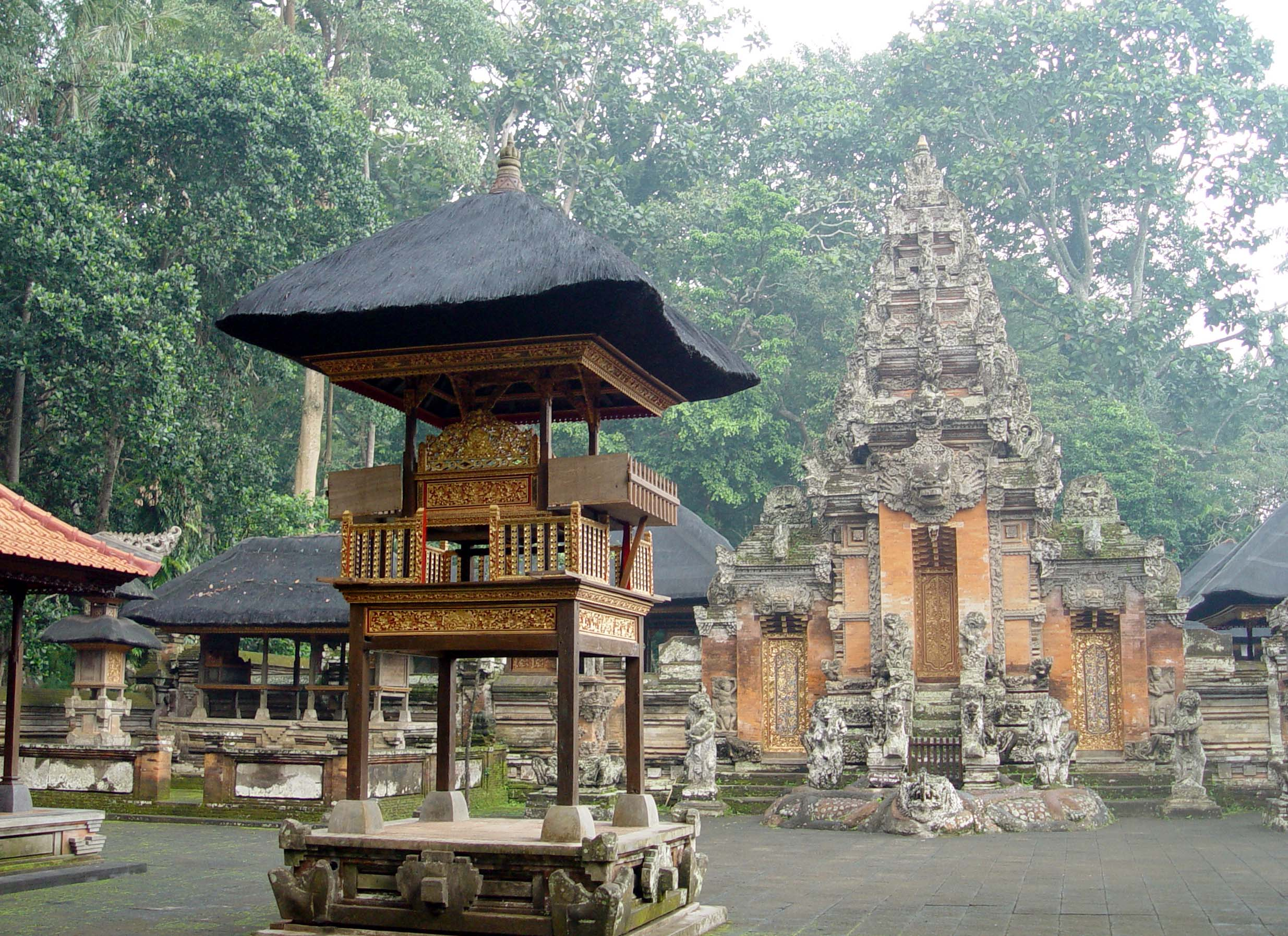
La porte de Kori Agung et les pavillons du complexe de Dalem Agung Padantegal près d'Ubud (Bali).

Pura signifie « temple » en balinais. Le terme est employé pour désigner les temples hindouistes en Indonésie, et plus particulièrement à Bali où ils sont nombreux.
Il existe trois types fondamentaux de temple dans chaque village : 
- Pura Puseh (temple des origines), réservé pour le culte aux fondateurs du village.
- Pura Desa, pour les esprits qui protègent les villageois.
- Pura Dalem (temple de la mort), proche du cimetière, pour les défunts.